# Deszkowice Drugie
Deszkowice Drugie – wieś w Polsce położona w województwie lubelskim, w powiecie zamojskim, w gminie Sułów.
| SIMC    | Nazwa  | Rodzaj    |
| ------- | ------ | --------- |
| 0899555 | Lipiny | część wsi |
| 0899561 | Rutki  | część wsi |

W latach 1975–1998 miejscowość administracyjnie należała do województwa zamojskiego.
Wieś jest sołectwem w gminie Sułów. Według Narodowego Spisu Powszechnego z roku 2011 wieś liczyła 372 mieszkańców.
Wierni Kościoła rzymskokatolickiego należą do parafii Najświętszego Serca Pana Jezusa w Klemensowie.